# 질리나구

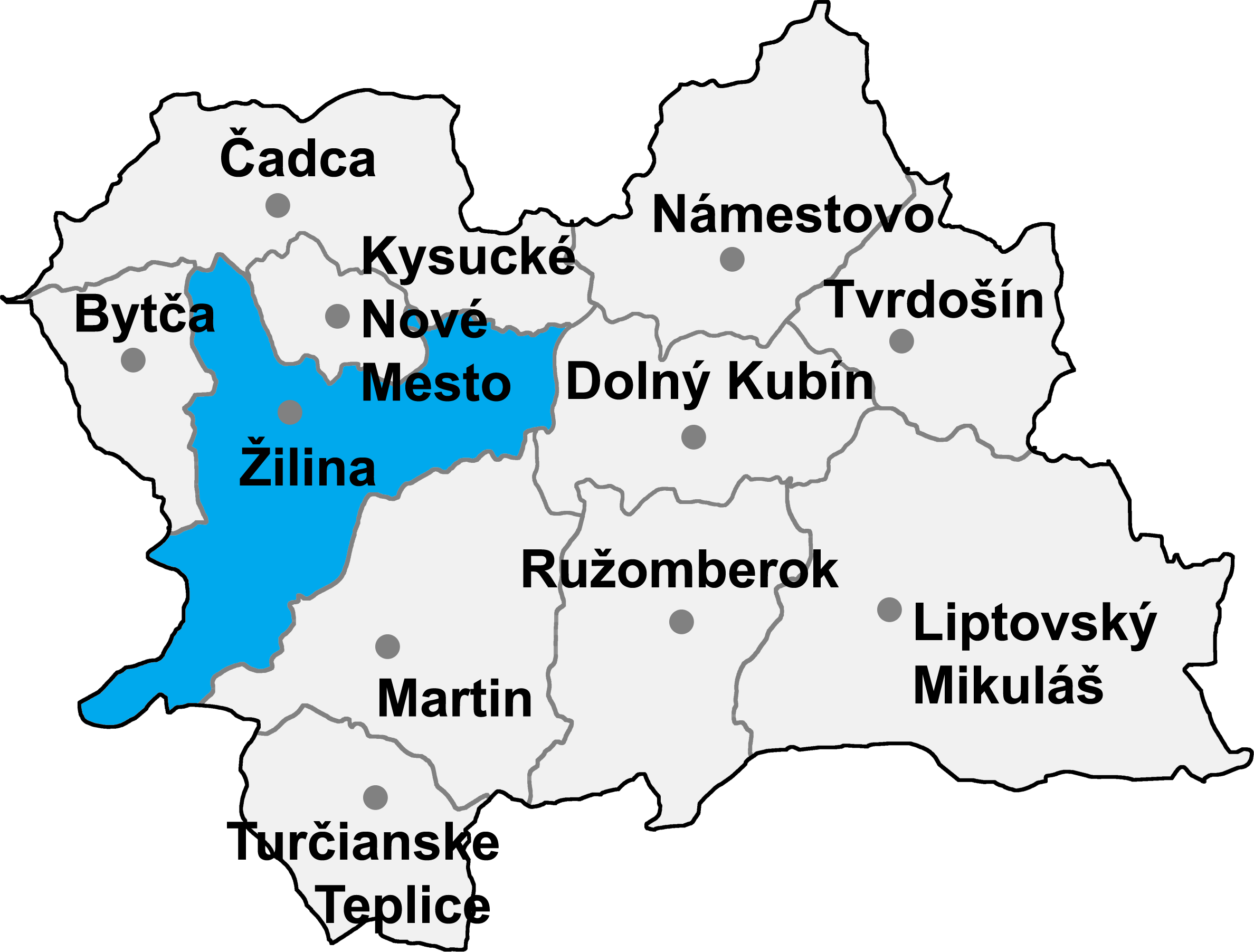
질리나구의 위치

질리나구(슬로바키아어: Okres Žilina)는 슬로바키아 질리나주를 구성하는 11개 구 가운데 하나로 행정 중심지는 질리나이며 면적은 815.08km2, 인구는 155,989명(2014년 기준), 인구 밀도는 191.35명/km2이다.
질리나주 서부에 위치하며 53개 지방 자치체(3개 시, 50개 마을)를 관할한다. 북쪽으로는 차트차구, 키수츠케노베메스토구, 동쪽으로는 돌니쿠빈구, 남쪽으로는 마르틴구, 트렌친주 프리에비자구, 남서쪽으로는 트렌친주 일라바구, 서쪽으로는 비트차구, 트렌친주 포바슈스카비스트리차구와 접한다.